# موزيس نيمان
موزيس نيمان (بالإنجليزية: Moses Nyeman) (مواليد 5 نوفمبر 2003) هو لاعب كرة قدم أمريكي يلعب في مركز خط الوسط في نادي دي.سي. يونايتد.

## روابط خارجية
- موزيس نيمان على موقع الدوري الأمريكي (الإنجليزية)
- موزيس نيمان على موقع قاعدة بيانات كرة القدم.إي يو (الإنجليزية)
- موزيس نيمان على موقع Soccerway.com (الإنجليزية)